# Нодзіма
Нодзіма — допоміжний корабель Імперського флоту Японії, який під час Другої світової війни брав участь у операціях японських збройних сил на Тихому океані.
Судно спорудили в січні 1919 році на верфі Mitsubishi Heavy Industries як вугільник. Оскільки воно належало до збройних сил, то отримало захисне озброєння із двох 76-мм гармат. У 1941-му «Нодзіма» переобладнали в судно постачання.
27 грудня 1941-го в районі на південний захід від Гонконгу американський підводний човен USS Perch уразив «Нодзіма» торпедою в носову частину. Судно, що мало на борту вантаж продовольства, не затонуло, а наступної доби йому на допомогу прибув переобладнаний канонерський човен «Шосей-Мару». 29 грудня продовольство перевантажили на «Шосей-Мару» і того ж дня підійшов ще один переобладнаний канонерський човен «Чохакусан-Мару», який брав участь у рятувальній операції до 3 січня 1942-го (також у січні до операції залучали ще один переобладнаний канонерський човен «Кошо-Мару»). 29 січня «Нодзіма» прибув до Гонконгу та став на ремонт, що тривав до 8 грудня 1942-го.
Відтак «Нодзіма» побував у Сасебо, де провели певні роботи з переобладнання, а вже 18 січня 1943-го прибув до Рабаула — головної передової бази у архіпелазі Бісмарка, з якої провадились японські операції на Соломонових островах та сході Нової Гвінеї.
Відомо, що 14 лютого 1943-го судно перебувало на якірній стоянці Шортленд (прикрита групою невеликих островів Шортленд акваторія біля південного завершення острова Бугенвіль, де зазвичай відстоювались легкі бойові кораблі та перевалювались вантажі для відправлення їх далі на схід Соломонових островів), а 17 лютого повернулося в Рабаул.
Невдовзі «Нодзіма» вирішили залучити до великої операції з доставки підкріплень японським гарнізонам Лае та Саламауа (в затоці Хуон на східному узбережжі Нової Гвінеї). У ніч проти 1 березня конвой вийшов з Рабаула, при цьому «Нодзіма» мало на борту понад 1800 військовослужбовців зі складу 51-ї піхотної дивізії та морської піхоти. Союзники організували протидію конвою ударами авіації (події, що стали відомі як битва в морі Бісмарка) та в підсумку потопили всі транспорти. 3 березня «Нодзіма» зазнало пошкоджень від авіації, а також зіткнення з есмінцем «Арасіо» і затонуло в Соломоновому морі дещо менш ніж за сотню кілометрів на південний схід від Фіншгафена. Разом з судном загинули чотири сотні осіб.